# Jean-Jacques Schuhl
Jean-Jacques Schuhl (1941) é um escritor  francês . 
Após dois romances  que tiveram pouco sucesso nos anos de 1970, Jean-Jacques Schuhl tornou-se conhecido do público com seu terceiro romance,  ‘’Ingrid Caven’’ , laureado do Prix Goncourt em 2000. Neste romance, inspirou-se na vida de sua companheira  Ingrid Caven, atriz e cantora alemã. Também dedicou-lhe algumas palavras  no seu álbum "Chambre 1050" (2001).

## Obras
- Rose Poussière (Rosa Poeira), Paris, Gallimard, coll. « Le Chemin », 1972 ISBN 2-07-028187-6
- Télex n° 1, Paris, Gallimard, coll. « Le Chemin », 1976 , ISBN 2-07-029505-2
- Ingrid Caven (romance), Paris, Gallimard, coll. « L'Infini », 2000 ISBN 2-07-075948-2}. Uma versão aumentada foi publicada em livro de bolso em 2002.
- Entrée des fantômes(Entrada dos fantasmas), Paris, Gallimard, coll. « L'Infini », 2010 , ISBN 978-2-07-012820-4